# Hedysarum candidum
Hedysarum candidum är en ärtväxtart som beskrevs av Friedrich August Marschall von Bieberstein. Hedysarum candidum ingår i släktet buskväpplingar, och familjen ärtväxter. Inga underarter finns listade i Catalogue of Life.